# Lijst van voetbalinterlands Indonesië - Myanmar
Deze lijst van voetbalinterlands is een overzicht van alle officiële voetbalwedstrijden tussen de nationale teams van Indonesië en Myanmar. De landen speelden tot op heden 43 keer tegen elkaar. De eerste ontmoeting, een wedstrijd tijdens de Aziatische Spelen 1954, werd gespeeld in Manilla (Filipijnen) op 8 mei 1954. De laatste confrontatie, een groepswedstrijd tijdens de Zuidoost-Azië Cup 2024, vond plaats op 9 december 2024 in Yangon.

## Wedstrijden
| №  | Plaats          | Datum             | Competitie                      | Wedstrijd           | Uitslag |
| -- | --------------- | ----------------- | ------------------------------- | ------------------- | ------- |
| 1  | Manilla         | 8 mei 1954        | Aziatische Spelen 1954          | Birma − Indonesië   | 5 − 4   |
| 2  | Tokio           | 25 mei 1958       | Aziatische Spelen 1958          | Indonesië − Birma   | 4 − 2   |
| 3  | Bangkok         | 15 december 1966  | Aziatische Spelen 1966          | Birma − Indonesië   | 2 − 2   |
| 4  | Kuala Lumpur    | 19 augustus 1967  | Vriendschappelijk               | Indonesië − Birma   | 0 − 5   |
| 5  | Kuala Lumpur    | 22 augustus 1968  | Vriendschappelijk               | Indonesië − Birma   | 1 − 2   |
| 6  | Bangkok         | 24 november 1968  | Vriendschappelijk               | Indonesië − Birma   | 3 − 1   |
| 7  | Bangkok         | 2 december 1968   | Vriendschappelijk               | Indonesië − Birma   | 1 − 0   |
| 8  | Seoel           | 2 mei 1971        | Vriendschappelijk               | Birma − Indonesië   | 3 − 1   |
| 9  | Kuala Lumpur    | 15 augustus 1971  | Vriendschappelijk               | Indonesië − Birma   | 2 − 2   |
| 10 | Kuala Lumpur    | 23 augustus 1971  | Vriendschappelijk               | Indonesië − Birma   | 0 − 1   |
| 11 | Jakarta         | 6 juni 1972       | Vriendschappelijk               | Indonesië − Birma   | 1 − 0   |
| 12 | Kuala Lumpur    | 9 augustus 1972   | Vriendschappelijk               | Indonesië − Birma   | 3 − 2   |
| 13 | Seoel           | 24 september 1972 | Vriendschappelijk               | Indonesië − Birma   | 1 − 1   |
| 14 | Seoel           | 30 september 1972 | Vriendschappelijk               | Birma − Indonesië   | 3 − 1   |
| 15 | Seoel           | 1 mei 1974        | Vriendschappelijk               | Indonesië − Birma   | 2 − 1   |
| 16 | Jakarta         | 16 juni 1975      | Vriendschappelijk               | Indonesië − Birma   | 0 − 2   |
| 17 | Kuala Lumpur    | 11 augustus 1975  | Vriendschappelijk               | Indonesië − Birma   | 0 − 2   |
| 18 | Bangkok         | 30 december 1975  | Vriendschappelijk               | Birma − Indonesië   | 1 − 0   |
| 19 | Jakarta         | 12 juni 1976      | Vriendschappelijk               | Indonesië − Birma   | 1 − 1   |
| 20 | Kuala Lumpur    | 9 augustus 1976   | Vriendschappelijk               | Indonesië − Birma   | 1 − 5   |
| 21 | Kuala Lumpur    | 16 juli 1977      | Vriendschappelijk               | Indonesië − Birma   | 1 − 1   |
| 22 | Kuala Lumpur    | 11 juli 1979      | Vriendschappelijk               | Indonesië − Birma   | 0 − 4   |
| 23 | Jakarta         | 28 september 1979 | Zuidoost-Aziatische Spelen 1979 | Indonesië − Birma   | 2 − 1   |
| 24 | Kuala Lumpur    | 20 oktober 1980   | Vriendschappelijk               | Birma − Indonesië   | 1 − 0   |
| 25 | Singapore       | 31 mei 1983       | Zuidoost-Aziatische Spelen 1983 | Indonesië − Birma   | 2 − 1   |
| 26 | Jakarta         | 17 september 1987 | Zuidoost-Aziatische Spelen 1987 | Birma − Indonesië   | 1 − 4   |
| 27 | Singapore       | 9 september 1996  | Zuidoost-Azië Cup 1996          | Indonesië − Birma   | 6 − 1   |
| 28 | Ho Chi Minhstad | 29 augustus 1998  | Zuidoost-Azië Cup 1998          | Indonesië − Birma   | 6 − 2   |
| 29 | Chiang Mai      | 12 november 2000  | Zuidoost-Azië Cup 2000          | Birma − Indonesië   | 0 − 5   |
| 30 | Jakarta         | 15 december 2002  | Zuidoost-Azië Cup 2002          | Indonesië − Birma   | 0 − 0   |
| 31 | Shah Alam       | 25 augustus 2006  | Vriendschappelijk               | Indonesië − Birma   | 0 − 0   |
| 32 | Shah Alam       | 29 augustus 2006  | Vriendschappelijk               | Indonesië − Birma   | 1 − 2   |
| 33 | Jakarta         | 25 augustus 2008  | Vriendschappelijk               | Indonesië − Birma   | 4 − 0   |
| 34 | Yangon          | 15 november 2008  | Vriendschappelijk               | Birma − Indonesië   | 2 − 1   |
| 35 | Yangon          | 21 november 2008  | Vriendschappelijk               | Birma − Indonesië   | 2 − 1   |
| 36 | Jakarta         | 5 december 2008   | Zuidoost-Azië Cup 2008          | Indonesië − Birma   | 3 − 0   |
| 37 | Sidoarjo        | 30 maart 2015     | Vriendschappelijk               | Indonesië − Myanmar | 2 − 1   |
| 38 | Yangon          | 4 november 2016   | Vriendschappelijk               | Myanmar − Indonesië | 0 − 0   |
| 39 | Pakansari       | 21 maart 2017     | Vriendschappelijk               | Indonesië − Myanmar | 1 − 3   |
| 40 | Cikarang        | 10 oktober 2018   | Vriendschappelijk               | Indonesië − Myanmar | 3 − 0   |
| 41 | Mandalay        | 25 maart 2019     | Vriendschappelijk               | Myanmar − Indonesië | 0 − 2   |
| 42 | Manavgat        | 25 november 2021  | Vriendschappelijk               | Indonesië − Myanmar | 4 − 1   |
| 43 | Yangon          | 9 december 2024   | Zuidoost-Azië Cup 2024          | Myanmar − Indonesië | 0 − 1   |

## Samenvatting
| Competitie                 | Totaal gespeeld | Winst Indonesië | Gelijk | Winst Myanmar | Doelsaldo Indonesië – Myanmar |
| -------------------------- | --------------- | --------------- | ------ | ------------- | ----------------------------- |
| Zuidoost-Azië Cup          | 6               | 5               | 1      | 0             | 21 − 3                        |
| Aziatische Spelen          | 3               | 1               | 1      | 1             | 10 − 9                        |
| Zuidoost-Aziatische Spelen | 3               | 3               | 0      | 0             | 8 − 3                         |
| Vriendschappelijk          | 31              | 10              | 6      | 15            | 38 − 49                       |
| Totaal                     | 43              | 19              | 8      | 16            | 77 − 74                       |

PSSI · 
Indonesisch vrouwenelftal
WK 1938
OS 1956
Afghanistan ·
Andorra ·
Argentinië ·
Australië ·
Bahrein ·
Bangladesh ·
Bhutan ·
Bosnië en Herzegovina ·
Brunei ·
Bulgarije ·
Burundi ·
Cambodja ·
Canada ·
China ·
Cuba ·
Curaçao ·
DDR ·
Denemarken ·
Dominicaanse Republiek ·
Egypte ·
Estland ·
Fiji ·
Filipijnen ·
Ghana ·
Guinee ·
Guyana ·
Hongarije ·
Hongkong ·
India ·
Irak ·
Iran ·
Jamaica ·
Japan ·
Jemen ·
Joegoslavië ·
Jordanië ·
Kameroen ·
Kenia ·
Kirgizië ·
Koeweit ·
Kroatië ·
Laos ·
Liberia ·
Libië ·
Liechtenstein ·
Litouwen ·
Malediven ·
Maleisië ·
Malta ·
Marokko ·
Mauritius ·
Moldavië ·
Myanmar ·
Nederland ·
Nepal ·
Nieuw-Zeeland ·
Nigeria ·
Noord-Korea ·
Oezbekistan ·
Oman ·
Oost-Timor ·
Pakistan ·
Palestina ·
Papoea-Nieuw-Guinea ·
Paraguay ·
Puerto Rico ·
Qatar ·
Saoedi-Arabië ·
Senegal ·
Singapore ·
Sri Lanka ·
Syrië ·
Taiwan ·
Tanzania ·
Thailand ·
Turkmenistan ·
Uruguay ·
Vanuatu ·
Verenigde Arabische Emiraten ·
Vietnam ·
Zimbabwe ·
Zuid-Jemen ·
Zuid-Korea ·
Zuid-Vietnam
MFF · 
A-internationals · 
Myanmarees vrouwenelftal
1951 – 1959 · 
1960 – 1969 · 
1970 – 1979 · 
1980 – 1989 · 
1990 – 1999 · 
2000 – 2009 · 
2010 – 2019 ·
2020 − 2029
Bahrein ·
Bangladesh ·
Bolivia ·
Brunei ·
Burundi ·
Cambodja ·
China ·
DDR ·
Filipijnen ·
Guam ·
Hongkong ·
India ·
Indonesië ·
Irak ·
Iran ·
Israël ·
Japan ·
Kirgizië ·
Koeweit ·
Laos ·
Lesotho ·
Libanon ·
Libië ·
Luxemburg ·
Macau ·
Malediven ·
Maleisië ·
Marokko ·
Mongolië ·
Nepal ·
Nieuw-Zeeland ·
Noord-Korea ·
Oman ·
Oost-Timor ·
Pakistan ·
Palestina ·
Qatar ·
Singapore ·
Sri Lanka ·
Syrië ·
Tadzjikistan ·
Taiwan ·
Thailand ·
Turkmenistan ·
Verenigde Arabische Emiraten ·
Vietnam ·
Zuid-Korea ·
Zuid-Vietnam